# Cantón de Caudebec-en-Caux
El cantón de Caudebec-en-Caux era una división administrativa francesa, que estaba situada en el departamento de Sena Marítimo y la región de Alta Normandía.

## Composición
El cantón estaba formado por dieciséis comunas:
- Anquetierville
- Caudebec-en-Caux
- Heurteauville
- La Mailleraye-sur-Seine
- Louvetot
- Maulévrier-Sainte-Gertrude
- Notre-Dame-de-Bliquetuit
- Saint-Arnoult
- Saint-Aubin-de-Crétot
- Saint-Gilles-de-Crétot
- Saint-Nicolas-de-Bliquetuit
- Saint-Nicolas-de-la-Haie
- Saint-Wandrille-Rançon
- Touffreville-la-Cable
- Vatteville-la-Rue
- Villequier

## Supresión del cantón de Caudebec-en-Caux
En aplicación del Decreto n.º 2014-266 de 27 de febrero de 2014, el cantón de Caudebec-en-Caux fue suprimido el 22 de marzo de 2015 y sus 16 comunas pasaron a formar parte del nuevo cantón de Notre-Dame-de-Gravenchon.